# Nello Maestri
Nello Maestri (Palermo, 2 aprile 1986) è un karateka italiano.

## Biografia
È stato campione europeo di kumite nella categoria di peso 84 chili ai Campionati europei di karate 2015 a Istanbul.
Ha vinto la medaglia di bronzo di kumite a squadre ai Campionati del mondo di karate 2018 a Madrid,, gareggiando con i connazionali Ahmed El Sharaby, Rabia Jendoubi, Luca Maresca, Simone Marino, Michele Martina e Andrea Minardi.
Nel 2019 è stato uomo copertina della rivista For Men, mensile della Cairo Editore.
Nel marzo 2019 ha annunciato il ritiro dalle competizioni agonistiche.

## Palmarès
- Mondiali

Madrid 2018: bronzo nel kumite a squadre
- Europei

Tallinn 2008: bronzo nel kumite 70 kg
Istanbul 2015: oro nel kumite 84 kg
- Giochi del Mediterraneo

Mersin 2013: bronzo nel kumite  84 kg